# Pointe Marine
Pour les articles homonymes, voir Marine (homonymie).
La pointe Marine est un cap de Guadeloupe. Il appartient administrativement à la commune de Deshaies.

## Géographie

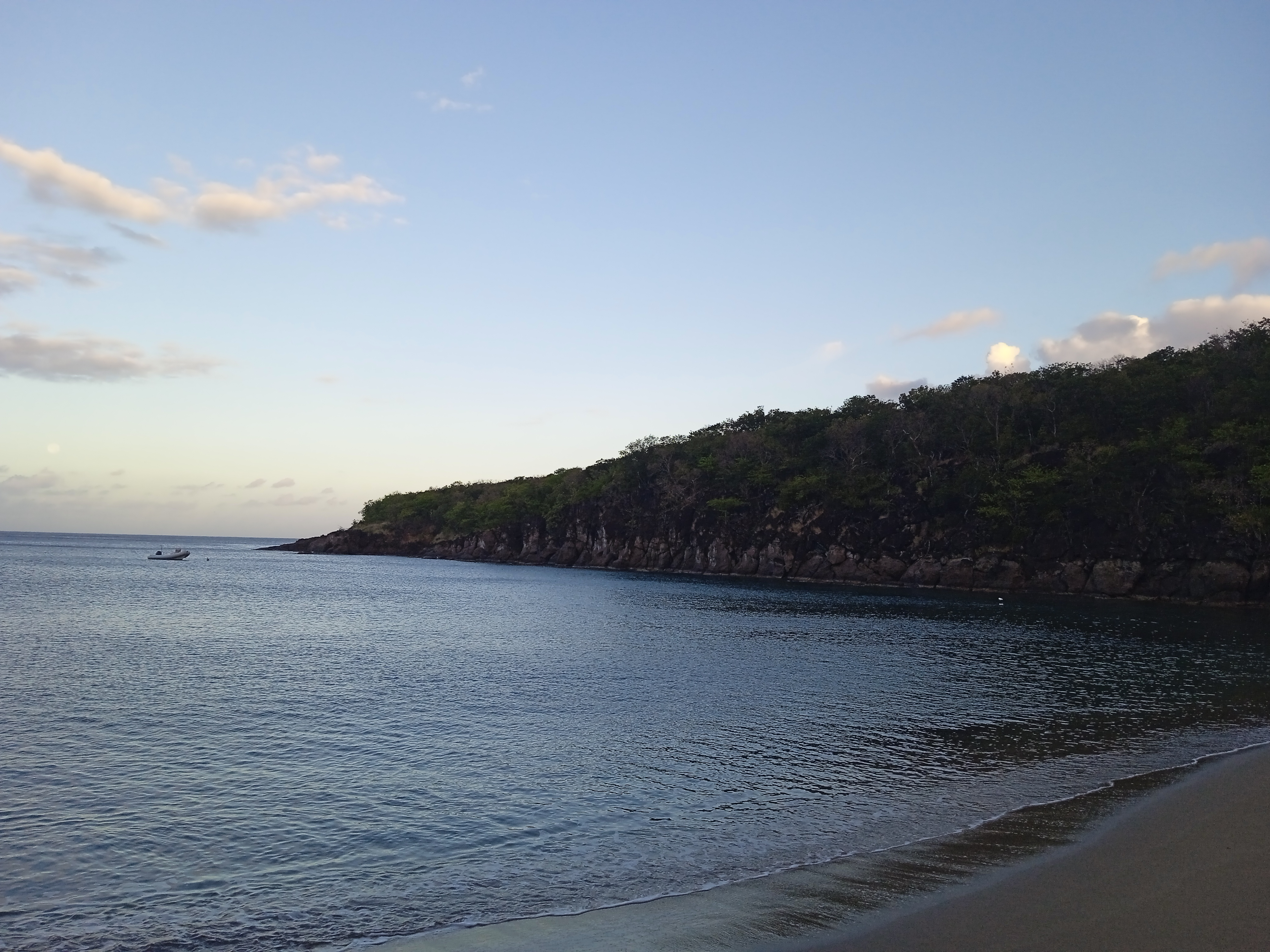
La pointe Marine vue de la plage de Petite Anse.

La pointe Marine est situé au nord de la plage de Petite Anse et de l'Anse de Baille-Argent et au sud de la pointe Ferry,.
Le site se caractérise, telle la pointe Ferry, par sa côte rocheuse alternant ainsi les plages sableuses de Petite Anse et Leroux, entrant dans la valeur paysagère définie ainsi : « ce paysage constitue une respiration verte, importante dans le paysage littoral entre Deshaies et Pointe-Noire ».